# Лутовинов, Сергей Александрович
Сергей Александрович Лутовинов (25 марта 1975, Коломна, Московская область, СССР) — российский футболист, выступавший на позиции нападающего.

## Карьера
Воспитанник ДЮСШ «Ока» Коломна. За свою карьеру выступал в российских командах «Ока» (Коломна), «Виктор-Гигант» Воскресенск, «Спартак» Москва, «Спартак-Чукотка» Москва, «Амкар» Пермь, «Коломна», «Орёл», «Рязанская ГРЭС» (Новомичуринск, Рязанская область), «Ока» Ступино, «Ока» (Белоомут), «СтАрс» (Коломенский район), «Заря-2» (Стародуб, Брянская область).

## Достижения
- Победитель зоны «Центр» второго дивизиона: 1999, 2003